# Джованні Гальбайо
Джованні Гальбайо (італ. Giovanni Galbaio) (? — пом. 804) — 8-й відповідно до традиції і лише 6-й історично підтверджений венеційський дож.

## Життєпис
Походив з Гераклеї. Син дожа Мауріціо Гальбайо. 770 року при обороні Істрії від лангобардів потрапив у полон, але завдяки втручанню франкського короля Карла I, про що того просив Мауріціо Гальбайо. У 773 році знову брав участь у боях проти лангобардів. 778 року призначається батьком своїм співдожем, що було визнано імператора Левом IV. Обійняв посаду дожа в 787 році після свого батька.
Як і його батько, призначив у 796 році співправителем власного сина, Мауріціо II, розраховуючи на спадкоємність. Втім це рішення не було затверджено зборами знаті та наслення дукату, тому останнього не включено до офіційно переліку венеційських дожів. 798 року вступив у конфлікт з Джованні IV, патріархом Нової Аквілеї, через призначення 16-річного небожа Гальбайо — Христофора I Даміата — єпископом Оліволо, якого патріарх відмовився висвячувати в єпископський сан. До цього додалася профранкська політика патріарха, чому активно протидіяв дож.
Водночас посилювався конфлікт з папою римським Левом III, що спирався на допомогу імператора Карла I. У 802 році Мауріціо II на чолі флоту захопив Нову Аквілею, де скинув з палацової чи замкової вежі патріарха Джованні IV. За цим вигнав опозицію проти себе до міста Тревізо. Втім у 803 році наступник і небіж останнього Фортунато II, що втік до франкського двору, зміг перетягнути на свій бік низку венеційських родин, що небажали встановлення спадкової влади роду Гальбайо та виступали за замирення з Франкською імперією. Того ж року відповідно до угоди Pax Nicephori між Никифор I та Карлом I, якою фактично було розширено самостійність Венеційського дукату.
У 804 році проти Джованні Гальбайо виступили змовники під керівництвом трибуна Обелеріо Антенорео, в результаті чого Джованні, Мауріціо і Христофор змушені були втекти до Мантуї, де вони всі, ймовірно, загинули. Обелеріо став наступним дожем.
Нащадки Джованні Гальбайо згодом повернулися до Венеції, де стали засновниками родини Кверіні.